# Uys Krige
Uys Krige (nombre cristianizado en Mattheus Uys Krige) (4 de febrero de 1910-10 de agosto de 1987) fue un escritor, poeta, dramaturgo, traductor, jugador de rugby, corresponsal de guerra y romántico sudafricano. 

## Biografía
Nació en Bontebokskloof (cerca de Swellendam) en la provincia de El Cabo. Cursó estudios superiores en la Universidad de Stellenbosch. Desde 1931 hasta 1935 vivió en Francia y España, donde aprendió a hablar ambos idiomas con fluidez. Durante esta época, Krige jugó también en un equipo de rugby de Toulon, en el sur de Francia. 
A su regreso a Sudáfrica en 1935, comenzó su carrera de escritor como corresponsal del Rand Daily Mail. Tomó parte en la guerra civil española de 1936 a 1939, luchando en el bando republicano.
Durante la Segunda Guerra Mundial fue corresponsal de guerra del Ejército sudafricano en África del Norte. Capturado en 1941, fue enviado a Italia, donde estuvo internado durante dos años en un campo de prisioneros de guerra, del que escapó en septiembre de 1943 para regresar a Sudáfrica en 1946.
Como escritor y poeta, Krige fue extremadamente versátil; su obra incluye novelas, cuentos, poemas y obras de teatro, tanto en afrikáans como en inglés. En 1968 coeditó con Jack Cope “The Penguin Book of South African Verse”. 
Krige tradujo al afrikáans la mayor parte de la obra de William Shakespeare. También tradujo del español obras de Federico García Lorca, Pablo Neruda y Lope de Vega, y de Baudelaire, François Villon y Paul Éluard del francés. 
Su hermano fue el pintor y dibujante François Krige. Los viajes de ambos a España fueron plasmados en el libro de Uys "Sol y Sombra" para el que François realizó provocativas ilustraciones. 
Murió en la ciudad sudafricana de Hermanus, en la provincia Occidental del Cabo, cuando contaba setenta y siete años de edad.